# ソウル松坡警察署
ソウル松坡警察署（ソウルソンパけいさつしょ）は、ソウル地方警察庁所管の警察署である。

## 管轄区域
- 松坡区

## 沿革
- 1990年10月5日 - 開設。
- 1998年2月19日 - 水西警察署開設に伴い10派出所を移管。
- 2001年11月27日 - ソウル松坡警察署に名称を改称。
- 2006年3月1日 - 2地区隊をソウル水西警察署から受入

## 管轄地区隊
- 芳荑地区隊
- 蚕室地区隊
- 三田地区隊
- 可楽地区隊
- 文井地区隊

## 管轄派出所
- 馬川3派出所
- 巨余派出所
- 風納派出所
- 梧琴派出所
- 新川派出所